# Maylín del Toro
Maylín del Toro Carvajal (22 de octubre de 1994) es una deportista cubana que compite en judo.
Ganó cuatro medallas en los Juegos Panamericanos entre  los años 2015 y 2023, y seis medallas en el Campeonato Panamericano de Judo entre los años 2015 y 2025.

## Palmarés internacional
| Juegos Panamericanos    | Juegos Panamericanos    | Juegos Panamericanos | Juegos Panamericanos |
| Año                     | Lugar                   | Medalla              | Categoría            |
| ----------------------- | ----------------------- | -------------------- | -------------------- |
| 2015                    | Toronto (Canadá)        | Medalla de bronce    | –63 kg               |
| 2019                    | Lima (Perú)             | Medalla de oro       | –63 kg               |
| 2023                    | Santiago (Chile)        | Medalla de oro       | –63 kg               |
| 2023                    | Santiago (Chile)        | Medalla de oro       | Equipo mixto         |
| Campeonato Panamericano |                         |                      |                      |
| Año                     | Lugar                   | Medalla              | Categoría            |
| 2015                    | Edmonton (Canadá)       | Medalla de oro       | –63 kg               |
| 2018                    | San José (Costa Rica)   | Medalla de oro       | –63 kg               |
| 2019                    | Lima (Perú)             | Medalla de plata     | –63 kg               |
| 2023                    | Calgary (Canadá)        | Medalla de bronce    | –63 kg               |
| 2024                    | Río de Janeiro (Brasil) | Medalla de bronce    | –63 kg               |
| 2025                    | Santiago (Chile)        | Medalla de bronce    | –63 kg               |